# OpenSkies
OpenSkies SASU és una aerolínia propietat d'International Airlines Group (IAG) que opera amb el nom de Level i anteriorment ho feia sota la seva pròpia marca. Té la seu a Rungis, prop de París (França).
Fou fundada el 2008 per British Airways després de la signatura de l'Acord de Cels Oberts entre la Unió Europea i els Estats Units, que permet a les aerolínies europees volar als Estats Units des de qualsevol aeroport i independentment de l'estat membre en el qual estiguin radicades. El nom d'aquest acord en anglès, Open Skies Agreement, serví d'inspiració per al nom de l'aerolínia. La nova marca de baix cost d'IAG, Level, substituí definitivament OpenSkies a l'Aeroport d'Orly a partir de setembre del 2018. Tanmateix, OpenSkies continua duent a terme els vols sota el seu Certificat d'Operador Aeri (AOC).